# Indice de cétane
Ne doit pas être confondu avec Nombre de cétane.
 (juin 2019).
Si vous disposez d'ouvrages ou d'articles de référence ou si vous connaissez des sites web de qualité traitant du thème abordé ici, merci de compléter l'article en donnant les références utiles à sa vérifiabilité et en les liant à la section « Notes et références ».
L'indice de cétane évalue la capacité d'un carburant à s'enflammer sur une échelle de 0 à 100.
Il est particulièrement important pour les moteurs Diesel où le carburant doit s'auto-enflammer sous l'effet de la compression. Un carburant à haut indice de cétane est caractérisé par sa facilité à s'auto-allumer. 

## Définition
L'indice de cétane est au moteur Diesel ce que l'indice d'octane est au moteur à essence. Toutefois, ils décrivent des qualités de carburant radicalement opposées, adaptées au type de moteur. Si le premier décrit une capacité d'auto-inflammation recherchée par le moteur Diesel, le second décrit une capacité de résistance à la détonation recherchée par le moteur à essence.
La définition a été posée par Wilfrid de Nercy, ingénieur chez Shell, en 1958.
Par convention, l'indice de cétane du n-cétane vaut 100 et celui du 1-méthylnaphtalène (α-méthylnaphtalène) vaut 0.
Ne pas confondre l'indice de cétane qui est une valeur empirique donnée par une équation et le nombre de cétane qui est la valeur expérimentale donnée par des moteurs expérimentaux.
On dit qu'un carburant a un indice de cétane de x lorsque celui-ci a le même pouvoir d'auto-inflammation qu'un mélange constitué de x % en volume de n-cétane et (100–x) % d'α-méthylnaphtalène.
L'indice est mesuré dans un moteur CFR (Cooperative Fuel Research) à taux de compression variable et comparé à des valeurs de référence de différents mélanges binaires cétane/α-méthylnaphtalène.

## Échelle

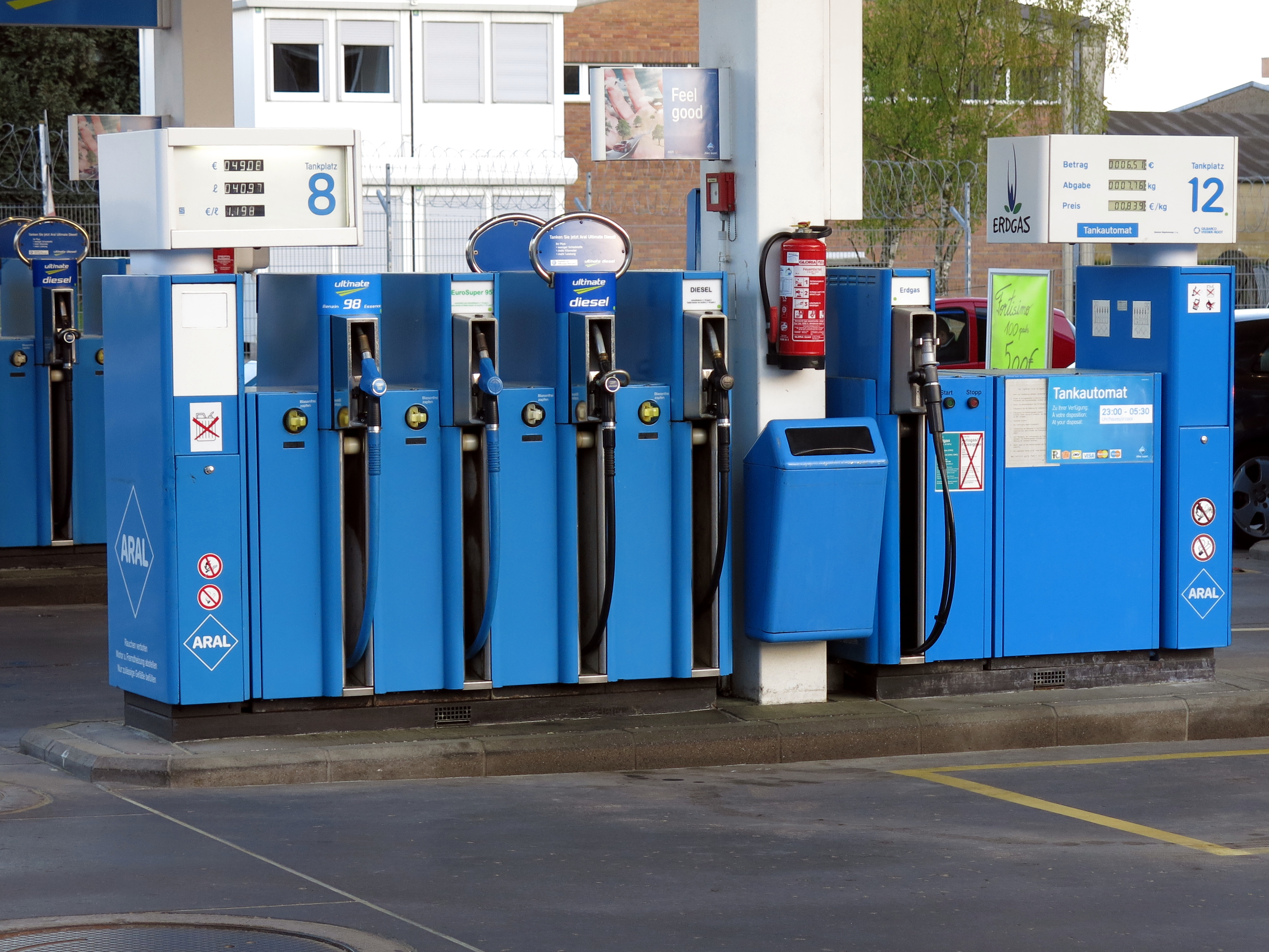
Cette pompe propose du diesel « ultimate » à indice de cétane élevé et du diesel normal (troisième et quatrième pompe en partant de la gauche.

- 0 : α-méthylnaphtalène (C10H7CH3).
- 15 : isocétane (en) (2,2,4,4,6,8,8-heptaméthylnonane) (iso-C16H34) utilisé comme nouvelle référence à la place de l'α-méthylnaphtalène.
- 40 : fioul domestique[3].
- 42 à 45 : gazole en Amérique du Nord[4].
- 51 : gazole en Europe[4].
- 54 : gazole « Excellium » vendu en France[5].
- 60 ou supérieur : super gazole[4].
- 85 - 96 : éther diéthylique (C4H10O).
- 100 : n-cétane (C16H34).